# Szabolcs Huszti
Szabolcs Huszti (phát âm tiếng Hungary: [ˈsɒbolt͡ʃ ˈhusti]; sinh ngày 18 tháng 4 năm 1983) là một cựu cầu thủ bóng đá người Hungary. Anh nổi tiếng nhờ khả năng rê bóng, tốc độ, chuyền bóng tốt và ghi bàn từ hàng tiền vệ.

## Sự nghiệp

### Ferencváros
Huszti (họ của anh nghĩa là "từ Huszt" tại Ukraine hiện nay) bắt đầu chơi bóng chuyên nghiệp tại câu lạc bộ Ferencváros của Hungary. Sau khi ra sân ở đội một, anh bị đem cho mượn tới đội bóng đồng hương hàng đầu của Hungary là FC Sopron vào tháng 12 năm 2003. Mặc dù thi đấu 6 tháng, anh đã ghi bàn sau 14 lần ra sân. Anh được gọi về câu lạc bộ chủ quản ở mùa giải 2004–05 và bắt đầu thi đấu rực rõ, ghi bàn trong trận tái xuất với Gyor và chiếm một suất đá chính thường xuyên.
Thời gian của Huszti tại quê nhà không kéo dài qua mùa giải ấy. Mặc dù nhận được sự quan tâm từ Rangers và West Bromwich Albion, sau cùng anh quyết định chuyển đến câu lạc bộ FC Metz từ giải Ligue 1 của Pháp vào mùa hè 2005. Câu lạc bộ mới của anh phải trải qua quãng thời gian khó khăn do vừa bị xuống hạng. Đây chính là động cơ cho một vụ chuyển nhượng nũa, khi anh chuyển đến câu lạc bộ Hannover 96 ở giải Bundesliga của Đức với mức phí chỉ 210.000 euro vào tháng 7 năm 2006.

### Hannover
Anh có trận ra mắt giải Bundesliga vào ngày 13 tháng 8 năm 2006, đối đầu nhà đương kim vô địch lúc ấy là Werder Bremen. Sự cơ động của anh – linh hoạt ở cả hai hàng lang cánh (dù thuận chân trái), ở giữa hàng tiền vệ hay thậm chí là một tiền vệ công nhô cao – đã biến anh trở cầu thủ chủ chốt trong đội bóng. Anh còn ghi 6 bàn thắng trong mùa giải đầu tiên, bàn đáng nhớ nhất có lẽ là chiến thắng gây sốc 1–0 trước Bayern Munich. Huszti trở thành hung thần của Bayern Munich lần nữa khi anh ghi bàn từ một cú đá phạt có độ cong tuyệt đẹp giúp Hannover thắng 1–0 ở đầu mùa giải 2008–09. Hannover đã không đánh bại nổi Bayern trên sân nhà trong 20 năm nên Huszti đã kết thúc cái dớp đó.
Ở mùa 2007–08, anh tự vươn mình trở thành cầu thủ chủ chốt tại Hannover, trong bối cảnh đội đang có mùa giải khá thành công khi luôn nằm ở nửa trên bảng xếp hạng. Huszti chắc chắn là một trong những tiền vệ nổi bật nhất tại giải đấu cao nhất của Đức, anh đã chơi tất cả các trận và ghi 10 bàn thắng.

### Zenit St. Petersburg
Ngày 1 tháng 2 năm 2009, anh chuyển tới câu lạc bộ FC Zenit St. Petersburg để trám vào vị trí của Andrei Arshavin đã chuyển sang Arsenal. Anh là một trong những mục tiêu chính của Glasgow Celtic trong kỳ chuyên nhượng, nhưng câu lạc bộ Scotland bị vượt mặt bởi lời đề nghị 2,5 triệu euro mà Zenit đưa ra. Anh gia nhập đội bóng tại trại tập luyện ở Thỗ Nhì Kỳ vào đầu tháng 2 năm 2009. Anh ghi bàn trong trận đấu chính thức đầu tiên vào ngày 18 tháng 2 năm 2009 cho FC Zenit St. Petersburg, bàn vào lưới VfB Stuttgart, sau 1,53 phút tại Cúp UEFA. Anh có trận ra mắt giải quốc gia sau đó 2 tháng, ở trận tiếp FC Lokomotiv Moscow khi vào sân thay cho Viktor Fayzulin.

### Hannover
Ngày 23 tháng 7 năm 2012, anh trở về Hannover 96 để ký hợp đồng 3 năm có thời hạn đến tháng 6 năm 2015. Anh góp 4 kiến tạo trong trận đầu tiên với VfL Wolfsburg.

### Câu lạc bộ Trường Xuân
Ngày 16 tháng 7 năm 2014, Hannover 96 thông báo vụ chuyển nhượng của Huszti tới câu lạc bộ Trường Xuân F.C. của giải bóng đá ngoại hạng Trung Quốc. Anh ghi bàn thắng đầu tiên tại Trung Quốc vào ngày 3 tháng 8, giúp Trường Xuân giành chiến thắng trước nhà đương kim vô địch Quảng Châu Hằng Đại với tỉ số 2–1.

### Eintracht Frankfurt
Ngày 30 tháng 11 năm 2015, Huszti ký hợp đồng dài 18 tháng với câu lạc bộ Eintracht Frankfurt của giải Bundesliga.

### Câu lạc bộ Trường Xuân
Huszti đã nhận được lời đề nghị từ đội bóng cũ là câu lạc bộ Trường Xuân F.C. của Trung Quốc. Báo chí Đức đưa tin mức lương anh nhận được hàng năm là 3,3 triệu euro. Ở vòng thứ hai của giải, anh có lần ra mắt lần thứ hai trong màu áo Trường Xuân trong trận thua 0–1 trước Guangzhou R&F F.C. Ngày 9 tháng 4, anh ghi bàn thắng đầu tiên vào lưới Liaoning.

### Videoton
Ngày 11 tháng 1 năm 2018, sau 12 năm rưỡi phiêu bạt ở nước ngoài, anh trở về quê nhà và khoác áo câu lạc bộ Videoton FC.

## Thống kê sự nghiệp

### Câu lạc bộ
Thống kê chính xác tính đến 28 tháng 9 năm 2019
| Câu lạc bộ           | Mùa                | Giải    | Giải      | Cúp     | Cúp       | Liên lục địa | Liên lục địa | Tổng cộng | Tổng cộng |
| Câu lạc bộ           | Mùa                | Số trận | Bàn thắng | Số trận | Bàn thắng | Số trận      | Bàn thắng    | Số trận   | Bàn thắng |
| -------------------- | ------------------ | ------- | --------- | ------- | --------- | ------------ | ------------ | --------- | --------- |
| Ferencváros          |                    |         |           |         |           |              |              |           |           |
| 2003–04              | 1                  | 0       | 0         | 0       | 0         | 0            | 1            | 0         |           |
| 2004–05              | 23                 | 3       | 0         | 0       | 0         | 0            | 23           | 3         |           |
| Tổng cộng            | Tổng cộng          | 24      | 3         | 0       | 0         | 0            | 0            | 24        | 3         |
| FC Sopron (mượn)     |                    |         |           |         |           |              |              |           |           |
| 2003–04              | 14                 | 6       | 0         | 0       | 0         | 0            | 14           | 6         |           |
| FC Metz              |                    |         |           |         |           |              |              |           |           |
| 2005–06              | 18                 | 1       | 0         | 0       | 0         | 0            | 18           | 1         |           |
| Hannover 96          |                    |         |           |         |           |              |              |           |           |
| 2006–07              | 31                 | 4       | 3         | 1       | 0         | 0            | 34           | 5         |           |
| 2007–08              | 33                 | 10      | 2         | 0       | 0         | 0            | 35           | 10        |           |
| 2008–09              | 17                 | 3       | 1         | 0       | 0         | 0            | 18           | 3         |           |
| Tổng cộng            | Tổng cộng          | 81      | 17        | 6       | 1         | 4            | 2            | 87        | 18        |
| Zenit St. Petersburg |                    |         |           |         |           |              |              |           |           |
| 2009                 | 19                 | 2       | 2         | 0       | 2         | 1            | 23           | 3         |           |
| 2010                 | 13                 | 1       | 1         | 0       | 1         | 1            | 15           | 2         |           |
| 2011–12              | 26                 | 4       | 3         | 0       | 1         | 0            | 30           | 4         |           |
| Tổng cộng            | Tổng cộng          | 58      | 7         | 6       | 0         | 4            | 2            | 68        | 9         |
| Hannover 96          |                    |         |           |         |           |              |              |           |           |
| 2012–13              | 21                 | 9       | 2         | 0       | 11        | 5            | 34           | 14        |           |
| 2013–14              | 30                 | 10      | 2         | 1       | 0         | 0            | 32           | 11        |           |
| Tổng cộng            | Tổng cộng          | 51      | 19        | 4       | 1         | 11           | 5            | 66        | 25        |
| Changchun Yatai      |                    |         |           |         |           |              |              |           |           |
| 2014                 | 14                 | 3       | 0         | 0       | 0         | 0            | 14           | 3         |           |
| 2015                 | 25                 | 6       | 0         | 0       | 0         | 0            | 25           | 6         |           |
| Tổng cộng            | Tổng cộng          | 39      | 9         | 0       | 0         | 0            | 0            | 39        | 9         |
| Eintracht Frankfurt  |                    |         |           |         |           |              |              |           |           |
| 2015–16              | 15                 | 1       | 0         | 0       | 0         | 0            | 15           | 1         |           |
| 2016–17              | 15                 | 2       | 2         | 0       | 1         | 0            | 18           | 2         |           |
| Tổng cộng            | Tổng cộng          | 30      | 3         | 2       | 0         | 1            | 0            | 33        | 3         |
| Changchun Yatai      |                    |         |           |         |           |              |              |           |           |
| 2017                 | 16                 | 4       | 0         | 0       | 0         | 0            | 16           | 4         |           |
| Tổng cộng            | Tổng cộng          | 16      | 4         | 0       | 0         | 0            | 0            | 16        | 4         |
| Videoton             |                    |         |           |         |           |              |              |           |           |
| 2017–18              | 9                  | 1       | 0         | 0       | 0         | 0            | 9            | 1         |           |
| 2018–19              | 27                 | 5       | 9         | 4       | 11        | 2            | 47           | 11        |           |
| 2019–20              | 7                  | 1       | 0         | 0       | 4         | 1            | 11           | 2         |           |
| Tổng cộng            | Tổng cộng          | 43      | 7         | 9       | 4         | 15           | 3            | 67        | 14        |
| Tổng kết sự nghiệp   | Tổng kết sự nghiệp | 374     | 76        | 27      | 6         | 31           | 10           | 432       | 92        |

### Cấp đội tuyển
Tính đến 3 tháng 9 năm 2010
| Mùa       | Số trận | Số bàn thắng |
| --------- | ------- | ------------ |
| 2004      | 7       | 3            |
| 2005      | 10      | 1            |
| 2006      | 8       | 2            |
| 2007      | 3       | 0            |
| 2008      | 10      | 0            |
| 2009      | 8       | 1            |
| 2010      | 5       | 0            |
| Tổng cộng | 51      | 7            |

### Bàn thắng cho đội tuyển
Tỉ số và kết quả liệt kê bàn thắng của Hungary trước.
| #  | Ngày                | Nơi tổ chức                                         | Đối thủ              | Tỉ số | Kết quả | Giải đấu                                     |
| -- | ------------------- | --------------------------------------------------- | -------------------- | ----- | ------- | -------------------------------------------- |
| 1. | 25 tháng 4 năm 2004 | ZTE Arena, Zalaegerszeg, Hungary                    | Nhật Bản             | 3–2   | 3–2     | Giao hữu                                     |
| 2. | 18 tháng 8 năm 2004 | Hampden Park, Glasgow, Scotland                     | Scotland             | 1–0   | 3–0     | Giao hữu                                     |
| 3. | 18 tháng 8 năm 2004 | Hampden Park, Glasgow, Scotland                     | Scotland             | 2–0   | 3–0     | Giao hữu                                     |
| 4. | 4 tháng 6 năm 2005  | Laugardalsvöllur, Reykjavik, Iceland                | Iceland              | 3–2   | 3–2     | Vòng loại giải vô địch bóng đá thế giới 2006 |
| 5. | 24 tháng 5 năm 2006 | Szusza Ferenc Stadion, Budapest, Hungary            | New Zealand          | 1–0   | 2–0     | Giao hữu                                     |
| 6. | 6 tháng 9 năm 2006  | Bilino Polje Stadium, Zenica, Bosnia và Herzegovina | Bosna và Hercegovina | 1–0   | 3–1     | Vòng loại giải vô địch bóng đá châu Âu 2008  |
| 7. | 5 tháng 9 năm 2009  | Sân vận động Ferenc Puskás, Budapest, Hungary       | Thụy Điển            | 1–1   | 1–2     | Vòng loại giải vô địch bóng đá thế giới 2010 |

## Danh hiệu

### Câu lạc bộ
Ferencváros
- Giải vô địch Hungary: Á quân 2002–03,2004–05
- Cúp bóng đá Hungary: Á quân 2004–05

Zenit
- Giải bóng đá Ngoại hạng Nga: 2010, 2011–12
- Cúp bóng đá Nga: 2009–10
- Siêu cup bóng đá Nga: 2011

### Cá nhân
- Cầu thủ bóng đá trẻ Hungary của năm: 2004
- Liên đoàn bóng đá Hungary đã đề cử anh là cầu thủ bóng đá quốc nội hay nhất năm: 2006,[21] 2013

## Sự nghiệp huấn luyện
Ngày 16 tháng 2 năm 2021, anh được bổ nhiệm làm huấn luyện viên của Debreceni VSC cùng với Gábor Toldi.
Tháng 2 năm 2021, anh có trận ra mắt giải bóng đá vô địch quốc gia Hungary 2020-21 trên cương vị huấn luyện Debreceni VSC đối đầu với Szeged-Csanád Grosics Akadémia tại sân Szent Gellért Fórum. Trận chung kết khép lại với chiến thắng thuyết phục 5–0 về phía Debrecen.